# Ljubo Milićević
Ljubo Milićević (Melbourne, 13 februari 1981) is een Australische voetballer van Kroatische afkomst die bij voorkeur als verdediger speelt.

## Clubvoetbal
Milićević begon in 1998 als profvoetballer bij Melbourne Knights. Na ook twee seizoenen bij Perth Glory (1999-2001) vertrok hij naar Zwitserland, waar de verdediger onder contract stond bij achtereenvolgens FC Zürich (2001-2002), FC Basel (2002-2003), FC Thun (2003-2006) en Young Boys Bern (2006-2007). Voor FC Thun speelde Milićević in 2005 vijf wedstrijden in de groepsfase van de UEFA Champions League. In 2007 keerde hij terug naar Australië om met Melbourne Victory in de A-League te spelen. Van 2009 tot begin 2011 stond Milićević onder contract bij Newcastle United Jets. Hij maakte het seizoen 2010-2011 af bij South Melbourne FC. Van juni 2011 tot en met maart 2013 kwam hij uit voor HNK Hajduk Split. Na HNK Hajduk Split ging Milićević opnieuw aan de slag bij de Melbourne Knights. Daarna vertrok hij naar Perth Glory.

## Nationaal elftal
Milićević was aanvoerder van de Olyroos, het Australisch Olympisch elftal, op de Olympische Spelen van 2000 in Sydney. Hij speelde in 2005 tegen Indonesië zijn eerste interland voor het  Australisch nationaal elftal. Milićević speelde met de Socceroos op de Confederations Cup 2005, maar hij werd een jaar later niet geselecteerd voor het WK 2006.